# Hamar IL
Hamar IL – wielosekcyjny klub sportowy mający swoją siedzibę w norweskim mieście Hamar. Prowadzi szereg sekcji w tym lekkoatletyki, piłki nożnej, tenisa czy gimnastyki. Hamar IL posiada wielofunkcyjny stadion, korzysta także z nowoczesnej hali Vikingskipet. Wśród zawodników klubu można wymienić m.in. mistrza olimpijskiego z Melbourne w rzucie oszczepem Egila Danielsena.